# Altice Europe
Altice Europe (vormals Altice) mit Sitz in der niederländischen Gemeinde Woerden ist ein börsennotiertes Unternehmen des französisch-israelischen Unternehmers Patrick Drahi mit Beteiligungen an Internetbreitbandanbietern u. a. in Frankreich, Israel, Belgien, Portugal und in der Karibik. Größte Beteiligung ist der französische Mobilfunkanbieter SFR, der über Altice France gehalten wird (ehemals Numericable). Die amerikanischen Geschäfte von Altice sind seit 2017 verselbständigt worden unter dem Namen Altice USA und seither als ebenfalls von Patrick Drahi kontrollierte Schwestergesellschaft separat an der Börse in NY notiert.

## Hintergrund
Ab 2002 kaufte der Unternehmer Patrick Drahi eine Reihe von Kabelanbietern in Frankreich auf und betrieb damit die Konsolidierung des französischen Kabelnetzmarktes; gleichzeitig erfolgte der sukzessive Zukauf ausländischer Beteiligungen. Das Geschäft in Frankreich wurde unter dem Mantel Numericable im November 2013 an die Börse von Paris gebracht. Numericable und die internationalen Beteiligungen wurden im Januar 2014 unter Altice zusammengefasst; kurz darauf erfolgte der Börsengang von Altice an der Börse von Amsterdam. Unmittelbar nach dem Börsengang hielt Patrick Drahi 70 Prozent an Altice. 2015 wurde Altice von einem Luxemburger zu einem niederländischen Unternehmen umgebaut.

### Finanzzahlen
In der Bilanz von 2021 veröffentlichte Altice France die folgenden Zahlen:
- Umsatz: 11,1 Mrd. €
- Gewinn: 825 Mio. €
- Gesamtverschuldung: 34,4 Mrd. €

Auffällig ist der Umfang der Goodwill Position: 9,8 Mrd. €.

### Marktanteil Frankreich
Frankreich ist für Altice der mit Abstand größte Markt. 2022 hielt die Firma die folgenden Marktanteile:
- Festnetz: 22 %, 6,7 Mio. Teilnehmer, davon 4 Mio. Glasfaseranschlüsse
- Mobilnetz: 29 %, 19,6 Mio. Teilnehmer[5]

Armando Pereira, der Mitgründer von Altice und rechte Hand von Patrick Drahi, wurde im Sommer 2023 in Portugal wegen Verdachts auf Korruption und Geldwäsche verhaftet. Pereira soll ein Netz von Lieferanten aufgebaut haben, die mit überhöhten Rechnungen große Beträge von Altice erbeuteten. Mehrere Manager wurden suspendiert, darunter auch die Leiterin des Einkaufs der Gruppe. Arthur Dreyfuss, der PDG (Generaldirektor) der Gruppe betonte die Bereitschaft, mit den Ermittlungsbehörden zusammenzuarbeiten.

## Beteiligungen
Die bedeutendsten Beteiligungen von Altice Europe sind:
- Frankreich: Altice hält einen 30-Prozent-Anteil an dem Internetserviceanbieter Numericable und eine Option, diese Beteiligung um 10 auf 40 Prozent auszubauen. Im März 2014 gab Numericable bekannt, ein Angebot über 11,75 Mrd. Euro für den französischen Mobilfunkbetreiber SFR abgegeben zu haben; der Kauf wurde in mehreren Schritten bis Mitte 2015 vollzogen.[7] Im November 2023 erwarb ein Morgan Stanley-Infrastrukturfond eine Mehrheitsbeteiligung am französischen Data Center-Geschäft von Altice. Im März verkauftAlti e BFM und RMC für 1,55 Mrd. Euro an Rodolphe Saadé.
- Israel: Altice hält seit 2009 100 Prozent am Bezahlfernseh- und Telekommunikationsanbieter Hot.[8]
- Belgien und Luxemburg: Altice hält 84 Prozent am Bezahlfernseh- und Telekommunikationsanbieter Coditel. 2016 hat sich Altice von dieser Beteiligung wieder getrennt.[9]
- Portugal: Altice hält 100 Prozent an Portugal Telecom.[10]
- Dominikanische Republik: Altice hält 100 Prozent am Mobiltelefoniebetreiber Orange Dominicana und am Interserviceanbieter Tricom.[11]
- Französische Überseeterritorien: Altice hält 100 Prozent am Telekommunikations- und Internetserviceanbieter Outremertelecom. 2015 hat sich Altice von dieser Beteiligung wieder getrennt.[12]
- Schweiz: green.ch. 2017 hat sich Altice von dieser Beteiligung wieder getrennt.[13]
- Großbritannien (UK): 2023 übernahm Altice 25 % von British Telecom.[14] 2024 wurde diese Beteiligung an die indische Firma Bharti verkauft.[15]

Angesichts ihrer hohen Verschuldung verkaufte die Altice-Gruppe Aktiva; so wurde 2017 die Schweizer Internet- und Rechenzentrenbetreiber Green an die Beteiligungsgesellschaft Infravia Capital Partners. Der Deal wurde Anfang 2018 abgeschlossen; der Preis beläuft sich auf 214 Millionen Franken.
Im März 2024 vereinbarten Altice und die Gruppe CMS CGM, dass CMS CGM Altice Media, die Medien-Gruppe von Altice, übernimmt. Die wichtigsten Gesellschaften der Medien-Gruppe sind BFMTV und CNews, zwei TV-Nachrichten-Sender. Der Kaufpreis soll 1,55 Mrd. € betragen.